# Щенникова, Лариса Владимировна
Лари́са Влади́мировна Ще́нникова (род. 30 июля 1957, Молотов) — советский и российский правовед, цивилист, доктор юридических наук, профессор, заведующая кафедрой гражданского права и процесса Пермского университета (1998—2004), заведующая кафедрой гражданского права Кубанского университета (с 2005 года). Член Российской академии юридических наук и Ассоциации юристов России, почётный работник высшего профессионального образования Российской Федерации, заслуженный юрист Кубани (2013). Жена математика А. И. Микова.

## Биография
Родилась в г. Перми. В 1979 г. окончила Пермский университет по специальности «Правоведение». В 1980—1983 гг. — аспирантка кафедры гражданского права Московского государственного университета. В 1983 году под руководством профессора С. М. Корнеева защитила кандидатскую диссертацию на тему «Гражданско-правовое регулирование туризма в СССР».
В 1983—1990 гг. — доцент Пермского государственного педагогического института.
В 1990 году поступила в докторантуру Московского государственного университета имени М. Ломоносова, а в 1992 году защитила докторскую диссертацию на тему: «Роль гражданско-правового регулирования деятельности учреждений культуры в удовлетворении духовных потребностей граждан». В 1995 году было присвоено звание профессора.
В 1993—2005 гг. — доцент, профессор, зав. кафедрой (1998—2004) гражданского права и процесса Пермского университета.
С 1993—2003 гг. — декан факультета культуры и гуманитарного развития Пермского университета.
В 1996 г. под её руководством открыта в Пермском университете аспирантура по специальности 12.00.03 — гражданское право; предпринимательское право; семейное право; международное частное право.
В 2005 г. переехала в г. Краснодар. С 2004 года заведовала кафедрой гражданского права и процесса Краснодарского государственного университета культуры и искусств.
С 28 июля 2005 года и по настоящее время — заведующая кафедрой гражданского права Кубанского университета.
Неоднократно повышала квалификацию: 28 Университет Нотариата Франции (Пуатье, 2011), 30 Университет Нотариата Франции (Лион, 2013), 32 Университет нотариата Франции (Париж, 2015).

## Научная и административная работа
Основные работы относятся к области гражданского права и посвящены проблемам гражданско-правового регулирования туризма, гражданско-правовому статусу учреждений культуры, вещным правам в гражданском праве России, принципам российского гражданского права, понятию предпринимательской деятельности, категории интереса в гражданском праве.
Эксперт Российского гуманитарного научного фонда. Выполняла грантовые исследования РГНФ на темы: «Концепция института вещных прав в гражданском праве» (2002—2004 гг.), «Гражданское право в основных категориях науки и законодательства» (2003—2005 гг.), «Сервитуты в системе вещных прав» (2008—2009 гг.), «Самовольная постройка: современное гражданско-правовое регулирование, традиции Северного Кавказа и судебная практика по гражданским делам Краснодарского края» (2008—2009 гг.), «Истоки добрых нравов в традициях Северного Кавказа и современное гражданско-правовое регулирование» (2014—2015 гг.).
Л. В. Щенникова — член редакционных коллегий журналов «Вестник Пермского университета. Юридические науки», «Юридический вестник Кубанского государственного университета», «Энергетическое право». В 2014 году присуждена премия администрации Краснодарского края в области науки (постановление главы администрации (губернатора) Краснодарского края от 09.06.2015 г. № 529). Подготовила 17 кандидатов юридических наук.
Автор книг по проблемам гражданского права: «Культура и право» (1992), «Вещные права в гражданском праве России» (1996), «Вещное право» (2006), «О некоторых проблемах гражданского права. Теория. Законодательство. Правоприменение» (2010), «Проблемы правового регулирования нотариальной деятельности. Заметки о российском нотариате» (2012), «Гражданско-правовое регулирование: публичные интересы, общие пользы, добрые нравы» (2013), «Проблемы вещного права» (2015). Публикуется в центральных журналах юридической тематики: «Закон», «Государство и право», «Российская юстиция», «Нотариальный вестник», «Законодательство».
Является членом экспертно-консультативного совета Законодательного Собрания Краснодарского края, научным консультантом Нотариальной палаты Краснодарского края, членом квалификационной коллегии судей Краснодарского края, председателем Общественного совета УФССП России по Краснодарскому краю, членом научно-консультативного совета ФАС СКО (позже — АС СКО).
Работала в комиссиях Верховного Совета Российской Федерации по разработке законопроектов о библиотечном деле, музеях и музейном фонде РФ.
Является автором более 200 научных трудов.

## Награды
- Нагрудный знак «Почётный работник высшего профессионального образования Российской Федерации Министерства образования РФ» (2007).
- Заслуженный юрист Кубани (2013).
- Лауреат премии Администрации Краснодарского края в области науки за 2014 год (9 июня 2015) — за монографию «Проблемы правового регулирования нотариальной деятельности. Заметки о российской нотариате»
- Лауреат Высшей премии «Юрист года» Краснодарского края Общероссийской организации «Ассоциация юристов России» Краснодарского регионального отделения в номинации «За вклад в юридическую науку в 2015 году».

## Основные работы

### Монографии
- Культура и право. — М.: Российское право, 1992.
- Вещные права в гражданском праве России. — М.: БЕК, 1996.
- Представительство и посредничество в гражданском праве(в соавторстве). — Пермь, 2006. — 135 с.
- Проблемы правового регулирования нотариальной деятельности. Заметки о российском нотариате. — Краснодар: Кубанский гос. ун-т, 2012. — 197 с.
- Национализация в гражданском праве. — Краснодар: Кубанский гос. ун-т, 2013. — 197 с.
- Гражданско-правовое регулирование: публичные интересы, общие пользы, добрые нравы. — М.: Норма: ИНФРА-М, 2013. — 144 с.
- Вещное право: учеб. пособие / Л. В. Щенникова, А. Ю. Мигачева. — Краснодар: Кубанский гос. ун-т, 2015. — 106 с.
- Гражданско-правовые нормы и нотариальная практика их применения: монография. — Краснодар: ИП Купреев В. В., 2016. — 176 с.
- Проблемы вещного права. — М.: Норма : ИНФРА-М, 2016. — 208 с. — ISBN 978-5-91768-738-4, ISBN 978-5-16-012012-6.
- Гражданско-правовые нормы и нотариальная практика их применения. — Краснодар: ИП Купреев В. В., 2016. — 176 с. — ISBN 978-5-9907279-2-2.

### Учебные пособия
- Методические указания к изучению курса «Теория государства и права». — Пермь, 1985.
- Учебные задания по курсу «Советское трудовое право» для студентов 3 курса исторического факультета. — Пермь: Изд-во ПГПИ, 1985.
- О совершенствовании правового обучения учащихся в общеобразовательных школ. Методический материал по актуальным вопросам повышения ответственности родителей за ненадлежащее воспитание детей. — Пермь, 1988.
- Хочу, могу, обязан. Учебное пособие. — Пермь: Пермское книжное издательство, 1989.
- Формирование правового государства и осуществление правовой реформы. Методическая разработка в помощь лектору. — Пермь, 1990.
- Обязательственное право: методическое пособие для студентов-юристов по курсу «Гражданское право». — Пермь: Изд-во ПГУ, 1994.
- Вещное право. Учебное пособие. — М.: Юристъ, 2006. 190 с.
- Гражданское право: учеб. пособие. — Краснодар: Кубанский гос. ун-т, 2014. 256 с.
- Гражданское право: учеб. пособие. 2-е изд., перераб. и доп. — Краснодар: Кубанский гос. ун-т, 2016. 270 с. — ISBN 978-5-8209-1213-9.